# Süper Lig (2025/2026)
Ten artykuł dotyczy trwającego lub niedawnego wydarzenia sportowego. Informacje w nim zamieszczone mogą się zmienić lub zdezaktualizować wraz z postępem zdarzenia. Początkowe doniesienia, wyniki lub statystyki mogą być niepewne. Ostatnie aktualizacje do tego artykułu mogą nie odzwierciedlać najbardziej aktualnych informacji.
Süper Lig 2025/2026 (oficjalnie znana jako Trendyol Süper Lig ze względów sponsorskich) 68. edycja najwyższej klasy rozgrywkowej piłki nożnej w Turcji.
Bierze w niej udział 18 drużyn, które w okresie od 11 sierpnia 2025 do 17 maja 2026 rozegrają 34 kolejki meczów.
Obrońcą tytułu jest Galatasaray.

## Drużyny
| Uczestnicy poprzedniej edycji                                                                                 | Uczestnicy poprzedniej edycji | Uczestnicy poprzedniej edycji | Uczestnicy poprzedniej edycji |
| --- | ----------------------------- | ----------------------------- | ----------------------------- |
| GAL | Galatasaray SK                | 1                             |                               |
| FEN | Fenerbahçe SK                 | 2                             |                               |
| SAM | Samsunspor                    | 3                             |                               |
| BES | Beşiktaş JK                   | 4                             |                               |
| BAŞ | İstanbul Başakşehir           | 5                             |                               |
| EYÜ | Eyüpspor                      | 6                             |                               |
| TRA | Trabzonspor                   | 7                             |                               |
| GÖZ | Göztepe                       | 8                             |                               |
| ÇAY | Çaykur Rizespor               | 9                             |                               |
| KAS | Kasımpaşa SK                  | 10                            |                               |
| KON | Konyaspor                     | 11                            |                               |
| GAZ | Gazişehir Gaziantep           | 12                            |                               |
| ALA | Alanyaspor                    | 13                            |                               |
| KAY | Kayserispor                   | 14                            |                               |
| ANT | Antalyaspor                   | 15                            |                               |
| Awans z 1. Lig                                                                                                |                               |                               |                               |
| KOC | Kocaelispor                   | 1                             |                               |
| GEN | Gençlerbirliği SK             | 2                             |                               |
| po barażach                                                                                                   |                               |                               |                               |
| FKA | Fatih Karagümrük              | 3                             |                               |
| Oznaczenia: - kolumna pierwsza – skróty nazw drużyn, - kolumna trzecia – miejsce zajęte w poprzednim sezonie. |                               |                               |                               |

## Tabela
| Lp. | Drużyna          | M | Z | R | P | B+ | B– | +/– | Pkt | Kwalifikacja lub spadek                         |
| --- | ---------------- | - | - | - | - | -- | -- | --- | --- | ----------------------------------------------- |
| 1   | Konyaspor        | 2 | 2 | 0 | 0 | 7  | 1  | +6  | 6   | Liga Mistrzów UEFA • Faza ligowa                |
| 2   | Galatasaray      | 2 | 2 | 0 | 0 | 6  | 0  | +6  | 6   | Liga Mistrzów UEFA • III runda kwalifikacyjna   |
| 3   | Antalyaspor      | 2 | 2 | 0 | 0 | 3  | 1  | +2  | 6   | Liga Europy UEFA • II runda kwalifikacyjna      |
| 4   | Samsunspor       | 2 | 2 | 0 | 0 | 3  | 1  | +2  | 6   | Liga Konferencji UEFA • II runda kwalifikacyjna |
| 5   | Trabzonspor      | 2 | 2 | 0 | 0 | 2  | 0  | +2  | 6   |                                                 |
| 6   | Göztepe          | 2 | 1 | 1 | 0 | 3  | 0  | +3  | 4   |                                                 |
| 7   | Beşiktaş         | 1 | 1 | 0 | 0 | 2  | 1  | +1  | 3   |                                                 |
| 8   | Başakşehir       | 1 | 0 | 1 | 0 | 1  | 1  | 0   | 1   |                                                 |
| 9   | Kayserispor      | 1 | 0 | 1 | 0 | 1  | 1  | 0   | 1   |                                                 |
| 10  | Alanyaspor       | 1 | 0 | 1 | 0 | 0  | 0  | 0   | 1   |                                                 |
| 11  | Fenerbahçe       | 1 | 0 | 1 | 0 | 0  | 0  | 0   | 1   |                                                 |
| 12  | Çaykur Rizespor  | 2 | 0 | 1 | 1 | 0  | 3  | −3  | 1   |                                                 |
| 13  | Gençlerbirliği   | 2 | 0 | 0 | 2 | 1  | 3  | −2  | 0   |                                                 |
| 14  | Kasımpaşa        | 2 | 0 | 0 | 2 | 1  | 3  | −2  | 0   |                                                 |
| 15  | Kocaelispor      | 2 | 0 | 0 | 2 | 0  | 2  | −2  | 0   |                                                 |
| 16  | Fatih Karagümrük | 1 | 0 | 0 | 1 | 0  | 3  | −3  | 0   | Spadek do TFF 1. Lig                            |
| 17  | Eyüpspor         | 2 | 0 | 0 | 2 | 2  | 6  | −4  | 0   | Spadek do TFF 1. Lig                            |
| 18  | Gaziantep        | 2 | 0 | 0 | 2 | 0  | 6  | −6  | 0   | Spadek do TFF 1. Lig                            |

## Wyniki
| Gospodarz \ Gość | ALA | ANT | BAŞ | BEŞ | EYÜ | FKA | FEN | GAL | GEN | GÖZ | GAZ | KAS | KAY | KOC | KON | RİZ | SAM | TRA |
| ---------------- | --- | --- | --- | --- | --- | --- | --- | --- | --- | --- | --- | --- | --- | --- | --- | --- | --- | --- |
| Alanyaspor       |     |     |     |     |     |     |     |     |     |     |     |     |     |     |     | 0–0 |     |     |
| Antalyaspor      |     |     |     |     |     |     |     |     |     |     |     | 2–1 |     |     |     |     |     |     |
| Başakşehir       |     |     |     |     |     |     |     |     |     |     |     |     | 1–1 |     |     |     |     |     |
| Beşiktaş         |     |     |     |     | 2–1 |     |     |     |     |     |     |     |     |     |     |     |     |     |
| Eyüpspor         |     |     |     |     |     |     |     |     |     |     |     |     |     |     | 1–4 |     |     |     |
| Fatih Karagümrük |     |     |     |     |     |     |     |     |     |     |     |     |     |     |     |     |     |     |
| Fenerbahçe       |     |     |     |     |     |     |     |     |     |     |     |     |     |     |     |     |     |     |
| Galatasaray      |     |     |     |     |     | 3–0 |     |     |     |     |     |     |     |     |     |     |     |     |
| Gençlerbirliği   |     | 0–1 |     |     |     |     |     |     |     |     |     |     |     |     |     |     |     |     |
| Göztepe          |     |     |     |     |     |     | 0–0 |     |     |     |     |     |     |     |     |     |     |     |
| Gaziantep        |     |     |     |     |     |     |     | 0–3 |     |     |     |     |     |     |     |     |     |     |
| Kasımpaşa        |     |     |     |     |     |     |     |     |     |     |     |     |     |     |     |     |     | 0–1 |
| Kayserispor      |     |     |     |     |     |     |     |     |     |     |     |     |     |     |     |     |     |     |
| Kocaelispor      |     |     |     |     |     |     |     |     |     |     |     |     |     |     |     |     | 0–1 |     |
| Konyaspor        |     |     |     |     |     |     |     |     |     |     | 3–0 |     |     |     |     |     |     |     |
| Çaykur Rizespor  |     |     |     |     |     |     |     |     |     | 0–3 |     |     |     |     |     |     |     |     |
| Samsunspor       |     |     |     |     |     |     |     |     | 2–1 |     |     |     |     |     |     |     |     |     |
| Trabzonspor      |     |     |     |     |     |     |     |     |     |     |     |     |     | 1–0 |     |     |     |     |

## Najlepsi strzelcy
| Bramki | Strzelcy           | Drużyna     |
| ------ | ------------------ | ----------- |
| 3      | Barış Alper Yılmaz | Galatasaray |
| 2      | Umut Nayir         | Konyaspor   |
| 2      | Nikola Storm       | Antalyaspor |

Stan na 2025-08-18. Źródło: 

## Stadiony
| Alanyaspor                   |
| ---------------------------- |
| Bahçeşehir Okulları Stadyumu |
| 10 128                       |
|                              |

| Antalyaspor      |
| ---------------- |
| Antalya Stadyumu |
| 32 539           |
|                  |

| Beşiktaş      |
| ------------- |
| Vodafone Park |
| 41 903        |
|               |

| Çaykur Rizespor     |
| ------------------- |
| Stadion Çaykur Didi |
| 15 332              |
|                     |

| Eyüpspor      |
| ------------- |
| Eyüp Stadyumu |
| 2500          |
|               |

| Fatih Karagümrük        |
| ----------------------- |
| Atatürk Olympic Stadium |
| 76 761                  |
|                         |

| Fenerbahçe                 |
| -------------------------- |
| Fenerbahçe Şükrü Saracoğlu |
| 47 834                     |
|                            |

| Galatasaray        |
| ------------------ |
| Türk Telekom Arena |
| 52 223             |
|                    |

| Gazişehir Gaziantep |
| ------------------- |
| Gaziantep Stadyumu  |
| 33 502              |
|                     |

| Gençlerbirliği SK |
| ----------------- |
| Eryaman Stadyumu  |
| 19 209            |
|                   |

| Göztepe               |
| --------------------- |
| Gürsel Aksel Stadyumu |
| 25 035                |
|                       |

| Başakşehir                      |
| ------------------------------- |
| Başakşehir Fatih Terim Stadyumu |
| 17 319                          |
|                                 |

| Kasımpaşa                     |
| ----------------------------- |
| Recep Tayyip Erdoğan Stadyumu |
| 14 234                        |
|                               |

| Kayserispor       |
| ----------------- |
| Kadir Has Stadium |
| 32 864            |
|                   |

| Kocaelispor     |
| --------------- |
| Kocaeli Stadium |
| 34.829          |
|                 |

| Konyaspor                 |
| ------------------------- |
| Konya Büyükşehir Stadyumu |
| 42 000                    |
|                           |

| Samsunspor      |
| --------------- |
| Samsun Stadyumu |
| 33 919          |
|                 |

| Trabzonspor           |
| --------------------- |
| Medical Park Stadyumu |
| 41 461                |
|                       |

Źródło: 